# 17 fructidor
17 thermidor 17 jour complémentaire
Le septidi 17 fructidor, officiellement dénommé jour de la cardère, est le 347e jour de l'année du calendrier républicain.
C'était généralement le 3e jour du mois de septembre dans le calendrier grégorien.